# Cuadrada

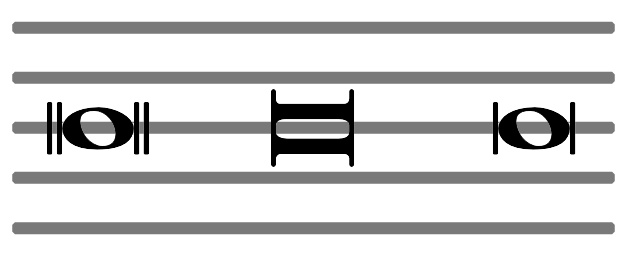
Tres formas de representar la cuadrada.

La cuadrada en música es una figura musical histórica que posee una duración de ocho pulsos de negra, equivalente a dos redondas ligadas. El origen de la cuadrada es la brevis o breve de la notación mensural. Es denominada breve en inglés británico y double whole note en inglés americano.

## Representación gráfica
En notación moderna una cuadrada se puede representar de tres maneras:
- Mediante una cabeza de nota en forma de óvalo hueco, como una redonda, con una o dos líneas verticales a ambos lados (véase la primera figura de la primera imagen).
- Mediante una forma de rectángulo hueco o similar a dos romano (II), que es la manera más común de representarla y se encuentra en muestras de notación antigua (véase la segunda figura de la primera imagen).
- Otra notación alternativa consiste en un par de notas redondas unidas  (véase la tercera figura de la primera imagen). Sin embargo, esta grafía puede ser fácilmente confundida con un par de notas redondas al unísono, como se encuentran en la notación específica para instrumentos de cuerda o cuando dos voces aparecen representadas en un solo pentagrama.

Una breve en notación moderna.
Una breve en notación tradicional.
Silencio de breve o cuadrada.

## Evolución histórica y usos
En la música medieval la brevis o breve era una de las duraciones de nota más cortas, de ahí que se le adjudicara la denominación breve, que es el cognado en latín de «wikt:breve»). En aquel tiempo podía ser la mitad o bien un tercio de la duración de la longa. Sin embargo, en la actual notación musical es el valor de nota más larga todavía en uso.
A lo largo de la  música del Renacimiento y del Barroco fue una figura frecuentemente utilizada, ya que en esas épocas se empleaba en compases de 4
3 y 3
2. 
Al igual que la longa y la duplex longa, cayó en desuso con el tiempo. Su uso gráfico fue imposible cuando los estilos musicales comenzaron a cambiar sus esquemas melódico-rítmicos y se estandarizaron los compases en unidades más prácticas (como por ejemplo el 3
4 y el 4
4).
Actualmente no se usa en notación musical. Esto se debe a que esta duración no encaja en un ninguno de los compases de uso general.
En los compases actuales rara vez se encuentra una cuadrada. Excepto en la música inglesa, donde la blanca suele usarse como unidad básica del pulso. Si bien, en los compases donde el número superior es exactamente el doble que el del denominador, tales como 4
2 u 8
4, la cuadrada ocupa un compás completo y por tanto todavía podemos encontrarnos con esta figura musical.